# 文山粗叶木
文山粗叶木（学名：Lasianthus bunzanensis）为茜草科粗叶木属下的一个种。

## 扩展阅读
- 維基物種上的相關：文山粗叶木